# Siljans kommun
Siljans kommun (norska: Siljan kommune) är en kommun i Telemark fylke i södra Norge. Kommunens centralort är tätorten Siljan.

## Administrativ historik
1917 bytte kommunen namn från Slemdals kommun till Siljans kommun.
1964 överfördes ett område med 16 invånare från Hedrums kommun. 1968 överfördes ett obebott område till Hedrums kommun.

## Befolkningsutveckling
Befolkningsutveckling 1951–2010, det vertikala röda strecket markerar gränsändringar. (källa: SSB: Befolkningsstatistikk)

## Tätorter
I Siljans kommun finns tre tätorter:
- Siljan (centralort)
- Snurråsen
- Øverbø

## Socknar
Inom Norska kyrkan motsvaras Siljans kommun av Siljans socken i Skiens prosteri i Agder og Telemarks stift.

## Bilder

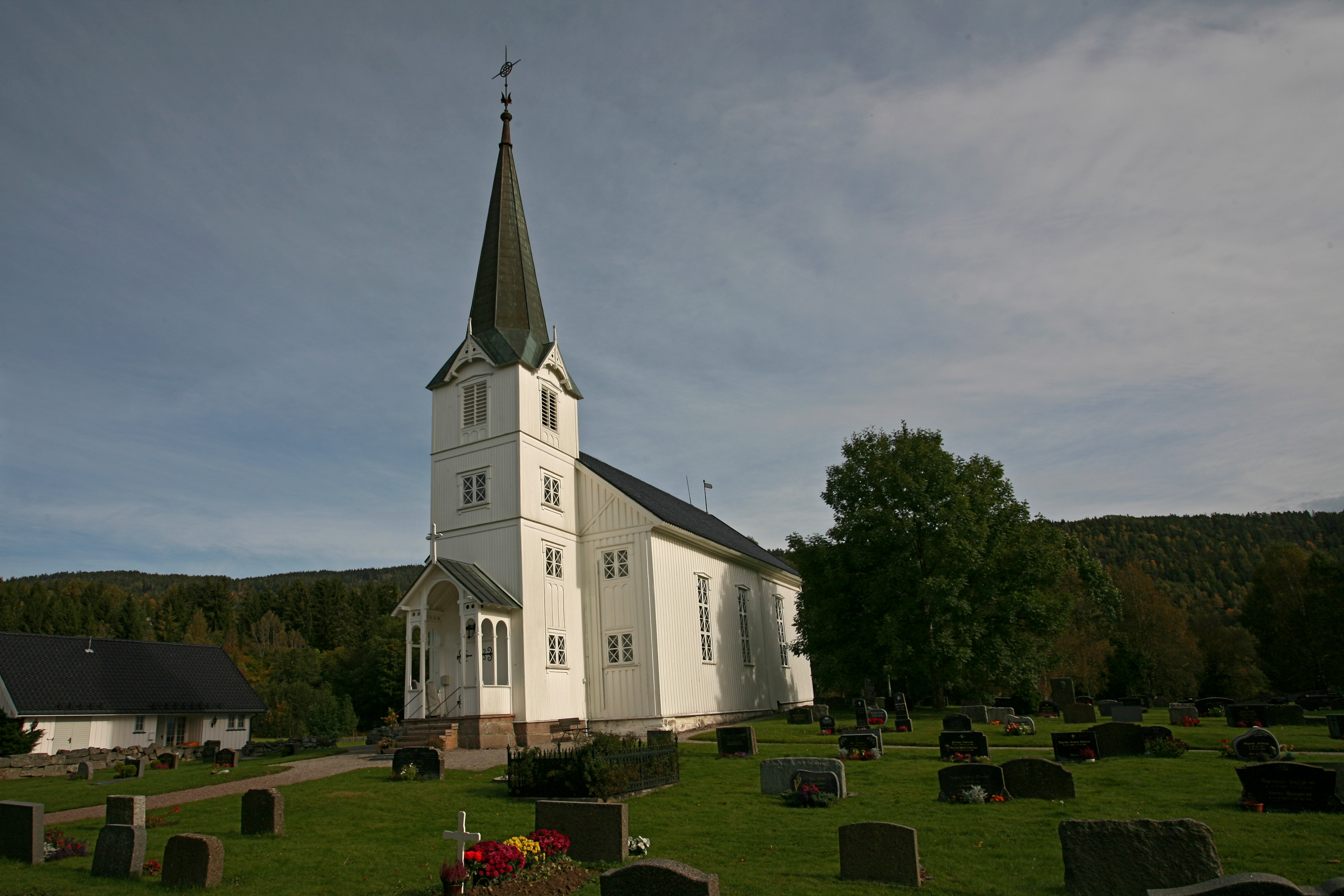
Siljans kyrka, september 2007.
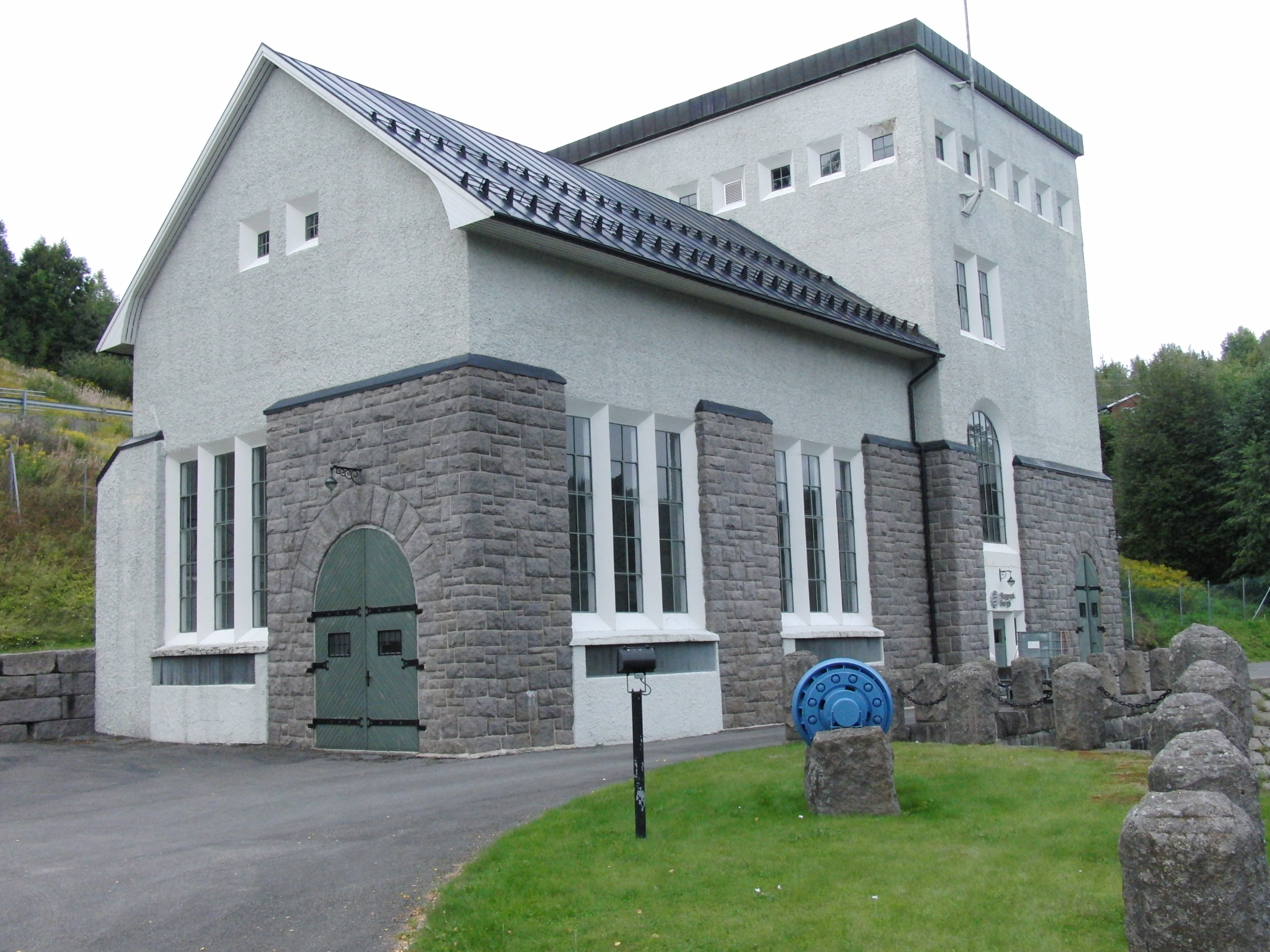
Kiste kraftverk.